# Бонхейден
Бонхейден (на нидерландски: Bonheiden) е селище в Северна Белгия, провинция Антверпен. Намира се на 3 km източно от центъра на Мехелен. Населението му е около 14 500 души (2006).